# Raetia

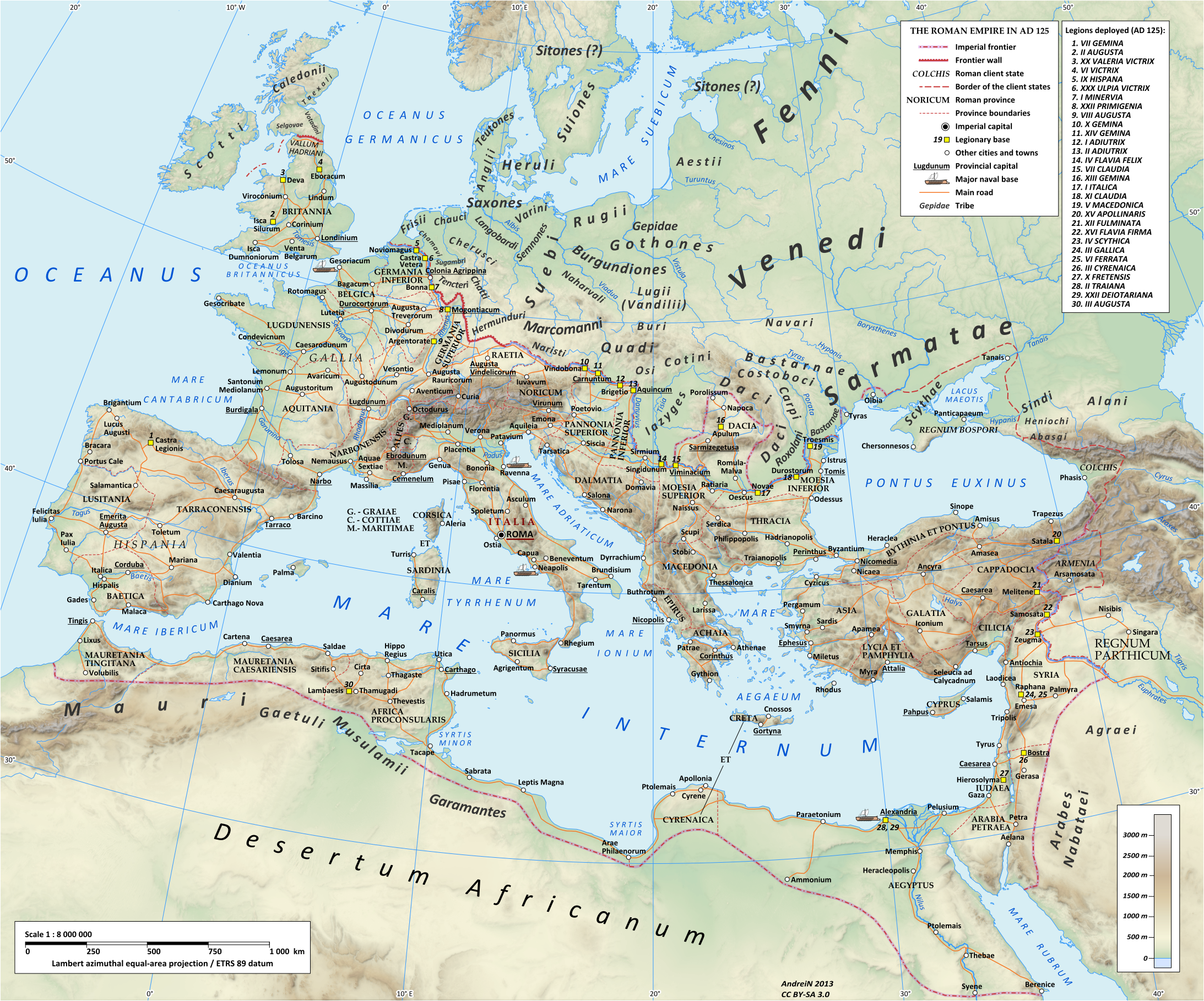
A Római Birodalom, Hadrianus uralkodása idején (117-138 AD), a Duna felső folyásánál Raetia császári provinciával (a mai Svájc/Tirol/Németország a Dunától délre), ahol 125-ben nem állomásozott római légió.

Raetia (egyes forrásokban Rhaetia) provincia volt a Római Birodalomban, amelyet a területet lakó rét népről neveztek el. 

## Fekvése
A provincia az Alpok északi részén és a hegység északi előterében helyezkedett el. Nyugatra tőle a helvétek laktak, keletre terült el Noricum, északon Vindelicia. Nyugati szomszédja Gallia Narbonensis volt, délen pedig a római Italiával volt határos, azon belül is Venetia et Histria körzetével. 
A mai Svájc keleti és középső részét foglalta magába (benne a Felső-Rajna vidéke és a Boden-tó), Bajorország déli részét, Felső-Svábföldet, Vorarlberget, Tirol tartomány jó részét és Lombardia egy részét.
Raetiát Itáliával a Reschen-hágón át futó Via Claudia Augusta kötötte össze, de a rómaiak a többi hágón (Splügen-, Septimer-, Julier-, Brenner-hágó) át is utakat építettek.

## Története
Raetia területét Kr. e. 15-ben szereztek meg a rómaiak Augustus mostohafiainak, Tiberius és Drusus hadjáratának eredményeképp. Később Vindelicia (a mai délkelet-Württemberg és délnyugat-Bajorország szintén Raetia része lett. Augustus és Tiberius uralkodása idején Raetia északi határa a Duna volt. Később a germán limes alkotta az északi határt, amely a Dunától 166 kilométerre északra húzódott.
A tartomány lakosságának romanizációja későn kezdődött és nem volt teljeskörű. A Svájc délkeleti részében élő rétorománokról úgy tartják, hogy ők a valamikori raetiaiak leszármazottai. Származásuk azonban nem tisztázott.

## Települései[2]
| Római név             | Mai ország és név | Leírás                                                   |
| --------------------- | ----------------- | -------------------------------------------------------- |
| Tasgaetium            | Stein am Rhein    | A Rajna Boden-tavi kifolyásánál                          |
| Constatia             | Konstanz          | A Boden-tó déli partján                                  |
| Arbor Felix           | Arbon             | A Boden-tó déli partján                                  |
| Brigantium            | Bregenz           | A Rajna Boden-tavi befolyásánál                          |
| Clunia                | Feldkirch         | A Rajna mentén                                           |
| Magia                 | Maienfeld         | A Rajna mentén                                           |
| Curia                 | Chur              | A Rajna mentén                                           |
| Cambodunum            | Kempten           |                                                          |
| Abudiacum             | Epfach            |                                                          |
| Guntia                | Günzburg          | A Duna partján                                           |
| Augusta Vindelicorium | Augsburg          | A provincia székhelye, légió állomáshelye a Duna partján |
| Submuntorium          | Neuburg           | A Duna partján                                           |
| Abusina               | Eining            | A Duna partján                                           |
| Castra Regina         | Regensburg        | Légió állomáshelye, a Duna partján                       |
| Castra Augusta        | Geiselhöring      |                                                          |
| Castra Batavia        | Passau            | Az Inn torkolatánál                                      |
| Pons Aeni             | Rosenheim         | Az Inn partján                                           |
| Veldidena             | Innsbruck         | Az Inn partján                                           |
| Matreium              | Matri             | A Brenner-hágó északi kijáratánál                        |

## Fordítás
- Ez a szócikk részben vagy egészben  a   Raetia című angol Wikipédia-szócikk ezen változatának fordításán alapul.  Az eredeti cikk szerkesztőit annak laptörténete sorolja fel. Ez a jelzés csupán a megfogalmazás eredetét és a szerzői jogokat jelzi, nem szolgál a cikkben szereplő információk forrásmegjelöléseként.